# Fill de l'home
Fill de l'Home o fill d'home (grec ο υιος του ανθρωπου) és una expressió que apareix a la Bíblia, molt utilitzada en els evangelis per referir-se a Jesús de Natzaret. En els evangelis sinòptics és esmentada 66 vegades. En els altres llibres del Nou Testament amb prou feines surt: només una vegada en els Fets dels Apòstols i dues en l'Apocalipsi: Fets 7:56; Apocalipsi 1:13, 14:14.
L'estudi del sentit d'aquesta expressió té gran importància, ja que, en els Evangelis, en el text Jesús el fa servir per referir-se a si mateix. Es discuteix si es tracta o no d'un títol de Jesús, i si ens pot aclarir sobre el que Jesús pensava sobre si mateix.

## Antic Testament
En l'Antic Testament, aquesta frase té més d'un matís semàntic. Per exemple: 
- Ezequiel 2,1 és un sol individu de la raça humana. De fet, la majoria de les traduccions de la Bíblia ho tradueix simplement com "home",
- Salms 8,5, Salms 146,3 i Jeremies 49,33 mostra la humanitat en el seu conjunt.
- Salms 144,3, significa "fill de la mort"
- Daniel 7,13 mostra un home comú que es presenta en els núvols dels cels davant dels vells temps:

| «                 | Jo seguia mirant, atret per les insolències que proferia aquella banya; fins que van matar la fera, la van esquarterar i la van fer fora al foc. A les altres feres els van prendre el poder, deixant-les vives una temporada. Seguí mirant i en la visió nocturna vaig veure venir en els núvols del cel com un fill d'home, que es va acostar a l'ancià i es va presentar davant ell. Li van donar poder real i domini: tots els pobles, nacions i llengües ho respectaran. El seu domini és etern i no passa, el seu regnat no tindrà fi . | » |
| — Daniel 7, 11-14 | |   |

El text està escrit en arameu. El Llibre de Daniel va ser escrit cap a l'any 165 aC, probablement durant el desterrament jueu a Babilònia. És un llibre d'estil apocalíptic. Així com l'ancià representa Déu, el fill de l'home, és una imatge que sembla condensar tot allò humà, tot el bo que hi ha a la humanitat, que procedeix dels núvols del cel(la morada de Déu, en la simbologia semítica) i que vencerà sobre la maldat i la bestialitat, de forma definitiva.
Altres usos de l'expressió es troben al Llibre d'Henoc, conservat en una versió etíop i en el Llibre Quart d'Ezra.

## El punt de vista catòlic
Segons els teòlegs catòlics, aquest llibre, pertanyent al Cànon Hebreu (Tanakh), a les secció dels Escrits(Ketuvim), va donar lloc a l'ús de l'expressió «Fill de l'home» aplicat al Messies esperat pel poble jueu.
És aplicat pels evangelistes, en sentit messiànic, a Jesús de Natzaret. Apareix en el relat de la Passió que serveix de font als tres evangelis sinòptics, per tant anterior a l'any 70 en què sol datar el de Marc, i segons els experts un dels relats més antics dels que componen els evangelis:
| «                                                  | Però Jesús callava. I el gran sacerdot li digué: Et conjuro per Déu viu que ens diguis si tu ets el Messies, el Fill de Déu. Jesús contestà: Tu ho has dit. Més encara, jo us dic: des d'ara veureu que el Fill de l'home està assegut a la dreta del Totpoderós i que ve sobre els núvols del cel . | » |
| — (Mateu 26, 63-64; Marc 14, 61-62; Lluc 22, 66-69 | |   |

L'Evangeli segons Joan, més tardà que els tres sinòptics, abreuja el relat de la Passió, de manera que el procés davant els jueus, en el qual es manifesta l'expressió Fill de l'Home, es distribueix pels capítols previs a la detenció de Jesús:
| «               | sentí Jesús que l'havien expulsat, el va trobar i li va dir: Creus tu en el Fill de l'home? Ell va contestar: I qui és, Senyor, perquè cregui en Ell? Jesús va dir: L'estàs veient: el que t'està parlant, aquest és. Ell va dir: Crec, Senyor. I es postrà davant Ell | » |
| — Joan 9, 35-38 | |   |

## El punt de vista de Geza Vermaes
Geza Vermaes, un dels més destacats estudiosos del Jesús històric, documenta amb diversos exemples la tesi que "fill d'home" -en arameu, bar naixa, és un Idiotisme idiomàtic propi de l'arameu de Galilea amb què el parlant al·ludeix a si mateix. Pel que fa a la seva utilització en el Llibre de Daniel, per Vermaes l'expressió no fa referència a un individu concret, sinó que al·ludeix col·lectivament als "sants de l'Altíssim" (Vermaes: 181). No obstant això, admet que amb posterioritat es va desenvolupar una interpretació messiànica del text del llibre de Daniel, però la situa a partir del segle ii. En cap cas admet que l'expressió "fill d'home" tingui en l'evangeli un caràcter titular.